# Tòa nhà Quận
Tòa nhà Quận (tiếng Slovakia: Župný dom), còn gọi là Tòa nhà Thủ đô, và trong giai đoạn 1945-1990 có tên là Tòa nhà Chương trình Chính phủ Košice, là một tòa nhà lịch sử tọa lạc trên phố Hlavná, thành phố Košice, vùng Košice, Slovakia. Tòa nhà này được công nhận là di tích văn hóa vào ngày 28 tháng 6 năm 1963.

## Lịch sử
Tòa nhà Quận được xây dựng vào năm 1779 theo phong cách kiến trúc Baroque - Cổ điển, dựa trên bản thiết kế của kiến trúc sư Ján Langer. Tòa nhà này có được diện mạo hiện tại sau lần tu sửa kéo dài từ năm 1887 đến năm 1889. Người thực hiện công cuộc tái thiết này là kỹ sư Gustav Markó, dựa theo thiết kế của kiến trúc sư Vojtech Gerster. Ông sửa đổi cánh phía trước và phía sau của tòa nhà và xây thêm các cánh phụ.
Vào ngày 5 tháng 4 năm 1945, Chương trình của Chính phủ Košice được công bố tại hội trường chính của tòa nhà.
Tòa nhà này được tu sửa một phần trong hai năm 1960-1961, và được đại trùng tu trong các năm 1971-1975. Mục đích của cuộc đại trùng tu này là chuyển đổi tòa nhà để phù hợp với chức năng bảo tàng. Hiện nay, Phòng trưng bày Julius Jakoby đang hoạt động bên trong tòa nhà.